# Йосиф Велешки
Йосиф (на гръцки: Ιωσήφ, катаревуса: Ἰωσὴφ) е гръцки духовник от XVII век, митрополит на Велешка епархия.

## Биография
Замонашва се в Зографския манастир. Става велешки митрополит. Споменава се през месец април 1668 година в акта против еретика Герасим. След това се споменава в 1670 година като епископ кир Йосиф Велешки в църковнославянския надпис в Ветерския манастир „Свети Йоан“. Въпреки че е грък Йосиф очевидно позволява употребата на църковнославянски език във Велешко.